# Centros de interés
El método pedagógico de los centros de interés fue ideado por Ovide Decroly, y consiste en centrar los temas de estudio de acuerdo con los intereses de los niños en cada edad.

## Concepto de globalización
Médico, psicólogo y pedagogo belga, Decroly inicia su trabajo con niños con algún tipo de discapacidad, dedicándose sin abandonar este campo a la educación de niños sin discapacidad. Su lema era “Escuela por la vida y para la vida”, lema con el que funda en 1901 la escuela de l'Ermitage en Bruselas. Recoge muchas ideas de Pestalozzi y Fröbel. 
Su principal aportación es ser el primero en definir pedagógica y psicológicamente el concepto de globalización, según la cual el pensamiento del niño no es analítico sino sintético, es decir, el niño percibe un todo completo y no partes.
La globalización es para él el primer principio pedagógico basándose en que el desarrollo del niño se basa en sus percepciones y éstas se basan en el niño, abarcando sincretismo y una vez percibida la totalidad, su curiosidad le lleva a investigar y descubrir las partes del todo, llegando a un cierto análisis.
Da mucha importancia al desarrollo biológico y a la higiene física, para lo cual hay que crear un ambiente adecuado y estimulante. Hay que diferenciar a los alumnos según sus características y necesidades, adecuando los objetivos a sus capacidades. Estimular las actividades necesarias para que el niño se adapte al ambiente que ha de tener cuando sea adulto, a través de una educación basada en la actividad.

## Necesidades del niño
Hay que partir de las necesidades del niño: Decroly conoce al niño, comprende que es un ser activo y singular y hace su programación centrada y sacada de los intereses y necesidades infantiles.
A partir del concepto de globalización se formulan los “centros de interés” (el niño  aprende lo que le interesa, de sus necesidades) que son congeniar los saberes armónicamente ensamblados, atendiendo a la atención, comprensión, expresión y creación respetando las diferencias individuales de los niños. Basa la educación en la actividad. En los centros de interés están todas las áreas de estudio.

## Principales centros de interés
Hay que conectar intereses de los niños y contenidos a trabajar en los centros de interés. Para Decroly los centros de interés de los niños son:
- necesidad de alimentarse: alimento, respiración,...
- necesidad de protegerse de la intemperie: calor, frío, humedad, viento,...
- necesidad de defenderse contra los peligros y enemigos varios: limpieza, enfermedad, accidentes,...
- necesidad de acción, alegría y vida en sociedad, actuar y trabajar solidariamente, de descansar.

## Ejercicios
Hay tres tipos de ejercicios para desarrollar el centro de interés:
- De observación: el contacto directo con los objetos, por observación directa o indirecta.
- De asociación: en el espacio, en el tiempo, en las necesidades del hombre, en la relación causa-efecto.
- De expresión: lectura, escritura, cálculo, dibujo, trabajo manual.

## Materiales
En el método, el material principal es el juguete natural que permite una experiencia global y socializadora, así como  diversas posibilidades de uso y una mayor iniciativa. El material lo podemos clasificar en:
- Material aportado por el niño: piedras, botones, papeles,etc.

- Juegos educativos: sensomotores y de atención (motores, visomotores, audiomotores, visuales) y de iniciación a las actividades intelectuales (iniciación a la aritmética, relacionados con el tiempo, iniciación a la lectura, de gramática y comprensión del lenguaje).

#### Libros
- Ovide Decroly (2001). La pedagogía de los centros de interés y de los métodos globales. En El legado pedagógico del siglo XX para la escuela del siglo XXI (coord. Jaume Trilla Bernet). Ed. Graò. ISBN 84-7827-256-9
- Patricia Triana (2012). Los centros de interés en la pedagogía por proyectos. Revista Historia de la Educación Latinoamericana. Vol. 14:18. Pág. 310.